# Chiesa dei Santi Pietro e Paolo (Anzola dell'Emilia)
La chiesa dei Santi Pietro e Paolo è la parrocchiale di Anzola dell'Emilia, in provincia ed arcidiocesi di Bologna; fa parte del vicariato di Bologna Ovest.

## Storia

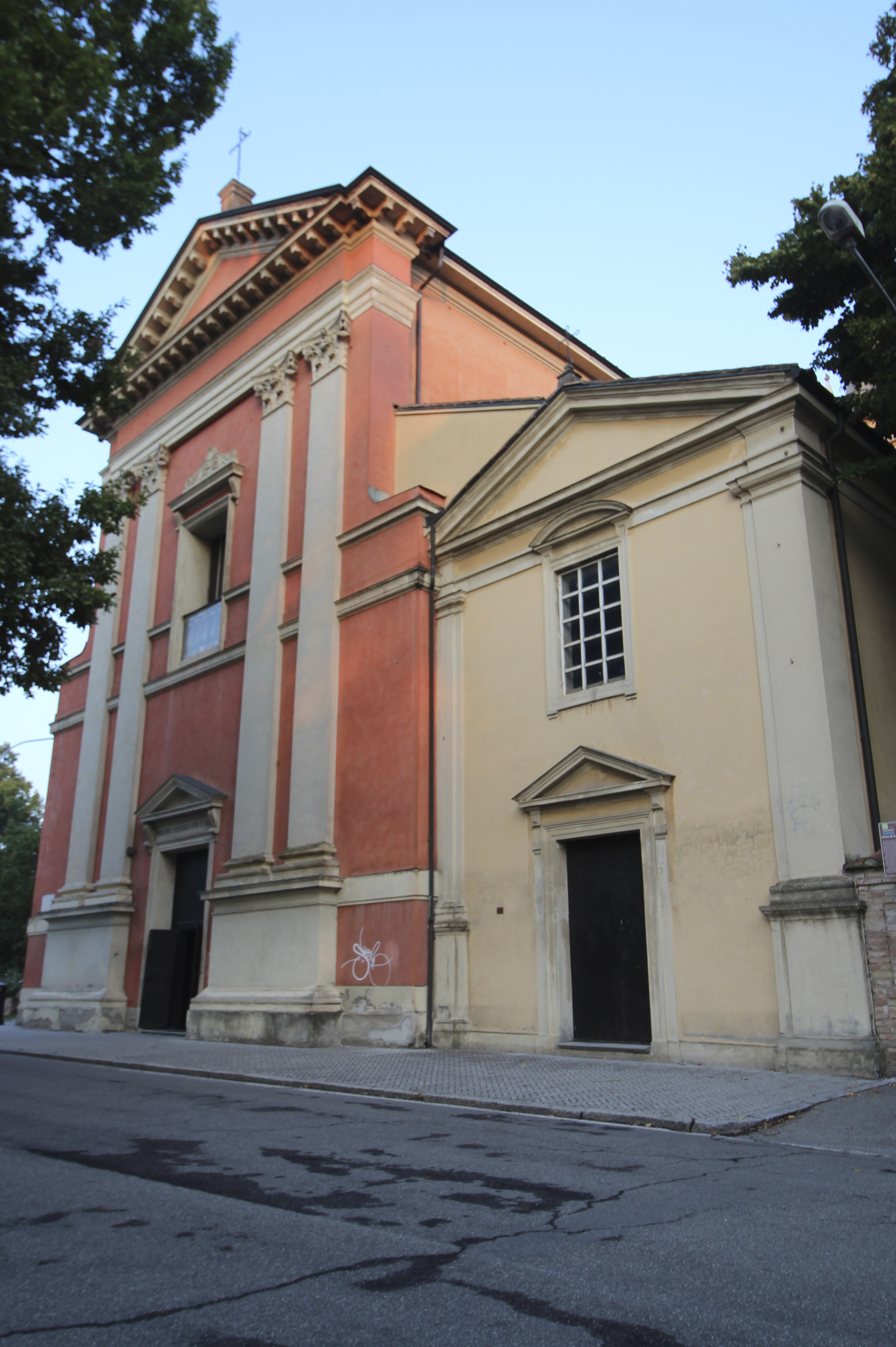
La facciata della chiesa

Sembra che la primitiva chiesa di Unciola (antico nome di Anzola), dedicata unicamente a San Pietro e ubicata presso il locale castello, fosse stata realizzata nel X secolo ma la prima citazione che ne attesta l'esistenza si trova in un documento del 1158 del vescovo Gerardo Grassi.
Fu poi menzionata nel XIII secolo tra le quarantaquattro pievi originarie dell'arcidiocesi bolognese. Si sa che nell'anno 1298 tale Rolandino Matthioli di Alemannino donò alla chiesa d'Anzola otto libbre bolognesi affinché si potesse restaurare la pala della Beata Vergine Maria. Da un disegno della pieve risalente al 1578 ed oggi custodito nella Biblioteca dell'Archiginnasio a Bologna s'apprende che l'edificio era a tre navate, con l'abside rivolta - come era consuetudine - ad oriente e che facevano parte del suo complesso sia il campanile sia la canonica. Nel 1566 l'arciprete di Anzola don Silvestro Bonfiglioli informò l'arcivescovo che la pieve versava in situazioni non ottimali e che era necessaria una ristrutturazione; negli anni immediatamente successivi l'edificio subì un importante restauro e l'ingresso fu spostato ad occidente. Dalla relazione della visita del 24 agosto 1573, effettuata da Ascanio Marchesini, si conosce che la pieve era, in generale, ben tenuta ma che i muri avevano delle crepe: pertanto ordinò che la chiesa venisse riparata.
Nel 1579 il cardinale Gabriele Paleotti visitò la parrocchiale di Anzola ordinando che la chiesa ed il campanile venissero ridipinti di rosso e che fosse riparata la finestra sovrastante l'altar maggiore; nel 1584, tornando alla chiesa, diede ordine che venissero effettuate alcune altre sistemazioni all'interno della pieve: queste ultime disposizioni furono soddisfatte nell'anno 1588. Nel 1630, durante una battaglia tra le fazioni che si contendevano il castello presso cui si trovava la chiesa, quest'ultima fu gravemente danneggiata tanto che - come osservò nel 1638 il cardinale nonché arcivescovo di Bologna Girolamo Colonna - si rivelò più utile demolirla completamente e riedificarla ex novo. La nuova parrocchiale fu costruita a partire dal 1638: i lavori furono portati a termine intorno alla metà del secolo. Nella prima metà del XIX secolo la torre campanaria venne danneggiata da una fulmine rendendosi necessaria la sua riedificazione, compiuta nel 1834.
La facciata fu poi rifatta nel 1844 come ex-voto da parte di Vincenzo Pedrazzi, che era rimasto illeso dopo che un fulmine gli aveva strappato dal panciotto che portava indosso l'orologio d'oro. A ricordo dell'evento è stata posta una lapide recante la seguente iscrizione: "Vincentius Pedrazzius frontem parietibus ad latera excultis de pecunia sua a fundamentis erexit Laurentius Landi Archip.Vic.For. Curiatique ad memoriae perennitatem an. MDCCCXXXXIV". Tra il 1880 ed il 1885 l'abside subì un intervento di ricostruzione; nel frattempo, nel 1893, il campanile era stato restaurato. Tra il 1908 ed il 1932 la chiesa venne ristrutturata e modificata per quanto riguarda l'assetto interno. La parrocchiale fu riconsacrata nel 1978 dall'arcivescovo card. Antonio Poma. Infine, tra il 1989 ed il 1991 l'edificio venne completamente ristrutturato.

## Descrizione

### Esterno
La facciata in ordine tuscanico della chiesa, di color rosso è composta su due ordini divisi da un marcapiano, quello inferiore si presenta tripartito da quattro lesene binate terminanti con capitelli corinzi avente centrale il portone terminante con la trabeazione triangolare e allineato, un grande finestrone con le cornici in pietra che porta luce all'interno dell'aula, mentre il livello superiore termina con la trabeazione triangolare decorata con mensoline.

La parte prosegue sul lato destro con la facciata bianca, di misure inferiori, del piccolo oratorio della Beata Vergine del Suffragio.

### Interno
Opere di pregio conservate all'interno della parrocchiale, ad un'unica navata, sono il fonte battesimale, proveniente dalla precedente parrocchiale, una tela ottocentesca di Gaetano Serra Zanetti raffigurante Sant'Antonio Abate, il confessionale in noce della cappella di Sant'Antonio, presente in chiesa dal 1740, una croce processionale settecentesca, una statua policroma della Madonna del Rosario, realizzata da Angelo Piò nel XVIII secolo, un dipinto di Sant'Anna, opera settecentesca di Antonio Rossi, due ovali, uno con San Giuseppe ed il Bambino ed uno con San Vincenzo Ferreri, una pala del XVII secolo raffigurante i Santi Domenico, Lucia ed Apollonia, dipinta da Lucio Massari, ed un'ancona lignea del Cinquecento con all'interno una statua di Cristo. Nella cantoria "in cornu Evangelii" è presente un pregevole organo costruito dai fratelli Guermandi di Bologna nel 1857 e ripristinato, con l'aggiunta di una console mobile a trasmissione elettrica in navata, dalla ditta Paccagnella di Albignàsego (PD) nel 1981.